# Deutscher Schlager-Wettbewerb 1973
Der vierte Deutsche Schlager-Wettbewerb fand am 19. September 1973 im Fernsehstudio A des SFB in Berlin statt.
Für die Durchführung des Wettbewerbs wurde die „Arbeitsgemeinschaft Schlagerwettbewerb“ als Nachfolgeorganisation des „Vereins zur Förderung deutscher Tanz- und Unterhaltungsmusik e. V.“ gegründet. Zum Vorsitzenden wurde GEMA-Generaldirektor Erich Schulze gewählt.
Im März 1973 wurden die deutschen Schallplattenfirmen gebeten, einen oder mehrere Künstler ihres Hauses für den Wettbewerb vorzuschlagen. Aus den dabei zusammengekommenen 44 Nennungen suchte eine Jury zwölf Interpreten aus, für die Komponisten und Textdichter bis Ende April 1973 Titel einreichen konnten.
Aus diesen wurden nun zwei Lieder pro Interpret ausgewählt, die im August 1973 den Hörern der elf ARD-Rundfunksender sowie der Deutschen Welle und des Deutschlandfunks vorgestellt wurden. Mittels einer von Infratest durchgeführten repräsentativen Befragung der Hörer und der Bewertung durch eine Fachjury wurde dann aus dem Angebot der jeweils bessere Titel der einzelnen Interpreten für den Wettbewerb ausgewählt.
Die Endausscheidung wurde von Helga Guitton moderiert. Zum ersten Mal im Rahmen eines solchen Wettbewerbs wurden die Beiträge im Vollplayback präsentiert, um (so die offizielle Erklärung) die Schallplattenproduktionen originalgetreu wiederzugeben.
Die Entscheidung über den Sieger traf eine Jury, die aus sechs musikinteressierten Laien und sechs Vertretern verschiedener Rundfunkanstalten bestand.
Der Jury gehörten an:
Helga Boddin, Redakteurin Unterhaltung beim Hörfunk des Norddeutschen Rundfunks (NDR) in Hamburg,
Franz Frankenberg, Redakteur der Unterhaltungsabteilung von Radio Bremen (RB),
Hans Hirschmann, Leiter der Hauptabteilung Unterhaltung im Fernsehen des Südwestfunks (SWF) in Baden-Baden,
Hans Rosenthal, Leiter der Abteilung Unterhaltung beim RIAS Berlin,
Chris Striegler, Redakteur der Hauptabteilung Unterhaltung im Fernsehen des Westdeutschen Rundfunks (WDR) in Köln,
Emil Zalud, Redakteur der Abteilung Unterhaltung im Fernsehen des Saarländischen Rundfunks (SR) in Saarbrücken,
Grethe Scherpe, Hausfrau aus Berlin, Alter: 30 Jahre,
Karin Martini, Schülerin aus Hamburg, Alter: 18 Jahre,
Monika Winkler, Sekretärin aus München, Alter: 30 Jahre,
Robert Scheiterbauer, Student der Volkswirtschaft aus Köln, Alter: 24 Jahre,
Eddie Rebmann, Fernsehtechniker aus Stuttgart, Alter: 38 Jahre
und
Michael Groß, Student der Theologie aus Bremen, Alter: 24 Jahre.					

## Die Teilnehmer 1973
| Platz | Titel                            | Interpret      | Punkte | Musik                        | Text                         |
| ----- | -------------------------------- | -------------- | ------ | ---------------------------- | ---------------------------- |
| 01.   | Das Lied                         | Olivia Molina  | 54     | Horst Heinz Henning          | Horst Heinz Henning          |
| 02.   | Hallo, Herr Nachbar              | Cindy & Bert   | 50     | Gary Unwin                   | Charly Niessen               |
| 03.   | Dreh dich weiter, Ballerina      | Anne-Karin     | 48     | Gustav Brendel               | Walter Leissle               |
| 04.   | Ich freu’ mich so auf morgen     | Lena Valaitis  | 46     | Herbert Thusek               | Marion Haensch               |
| 05.   | Morgen ist ein neuer Tag         | Ireen Sheer    | 43     | Ingfried Hoffmann            | Ingfried Hoffmann            |
| 06.   | Jetzt geht die Party richtig los | Séverine       | 35     | Ingetraut Blum               | Hans Blum                    |
| 07.   | Liebe, was ist das               | Marion Maerz   | 33     | Rio Gregory                  | Anja Hauptmann               |
| 08.   | Berlin, Berlin                   | Peggy March    | 30     | Ralph Siegel                 | Joachim Relin                |
| 08.   | Carolina komm                    | Costa Cordalis | 30     | Ralph Siegel                 | Kurt Hertha                  |
| 10.   | Komm doch zu mir                 | Ulli Martin    | 26     | Karl Geithner / Walter Heyer | Karl Geithner / Walter Heyer |
| 10.   | Rosemary und Companie            | Graham Bonney  | 26     | Christian Bruhn              | Robert Jung                  |
| 12.   | In der Bodega von Mexiko         | Teddy Parker   | 23     | Henry Mayer                  | Günter Behrle                |

Nicht in die Endrunde qualifizieren konnten sich folgende elf Titel:
- Gitano, Anne-Karin
- Der Mann, der im Fernsehen die Nachrichten spricht, Graham Bonney
- Freitagabend, Cindy & Bert
- Das verlorene Paradies, Marion Maerz
- Hand in Hand, Peggy March
- Geh nicht nach Haus, Ulli Martin
- Antwort auf alle Fragen, Olivia Molina
- Junge Liebe sprengt alle Ketten, Teddy Parker
- Auf Wiederseh’n, Paris, Séverine
- Und wenn die Sonne scheint, denkt keiner an den Regen Ireen Sheer
- Dich zu lieben, kannst du mir nicht verbieten, Lena Valaitis

Disqualifiziert:
- Zigeunerleid, Costa Cordalis

## Endergebnisübersicht nach Jurywertung Deutscher Schlagerwettbewerb 1973
| Platz | Titel                            | Juror 1 | Juror 2 | Juror 3 | Juror 4 | Juror 5 | Juror 6 | Juror 7 | Juror 8 | Juror 9 | Juror 10 | Juror 11 | Juror 12 | Punkte |
| ----- | -------------------------------- | ------- | ------- | ------- | ------- | ------- | ------- | ------- | ------- | ------- | -------- | -------- | -------- | ------ |
| 01.   | Das Lied                         | 5       | 4       | 4       | 3       | 4       | 5       | 4       | 5       | 5       | 5        | 5        | 5        | 54     |
| 02.   | Hallo, Herr Nachbar              | 5       | 4       | 3       | 3       | 4       | 3       | 5       | 5       | 5       | 5        | 4        | 4        | 50     |
| 03.   | Dreh dich weiter, Ballerina      | 3       | 3       | 4       | 5       | 3       | 4       | 4       | 4       | 3       | 5        | 5        | 5        | 48     |
| 04.   | Ich freu’ mich so auf morgen     | 3       | 3       | 3       | 3       | 4       | 4       | 3       | 3       | 4       | 4        | 4        | 5        | 46     |
| 05.   | Morgen ist ein neuer Tag         | 4       | 5       | 5       | 3       | 5       | 5       | 2       | 2       | 3       | 4        | 2        | 3        | 43     |
| 06.   | Jetzt geht die Party richtig los | 3       | 3       | 2       | 4       | 3       | 2       | 3       | 3       | 2       | 3        | 3        | 4        | 35     |
| 07.   | Liebe, was ist das               | 3       | 4       | 3       | 3       | 3       | 3       | 1       | 2       | 2       | 3        | 3        | 3        | 33     |
| 08.   | Berlin, Berlin                   | 2       | 2       | 4       | 4       | 3       | 3       | 1       | 2       | 1       | 2        | 2        | 4        | 30     |
| 08.   | Carolina komm                    | 2       | 2       | 2       | 4       | 3       | 2       | 3       | 2       | 3       | 1        | 2        | 4        | 30     |
| 10.   | Komm doch zu mir                 | 3       | 2       | 2       | 3       | 2       | 2       | 2       | 2       | 2       | 2        | 3        | 1        | 26     |
| 10.   | Rosemary und Companie            | 2       | 2       | 2       | 4       | 1       | 1       | 3       | 3       | 3       | 2        | 2        | 1        | 26     |
| 12.   | In der Bodega von Mexiko         | 2       | 2       | 2       | 3       | 2       | 2       | 2       | 1       | 2       | 1        | 2        | 2        | 23     |

Jedes Jurymitglied konnte jedem Titel auf einer Skala von 1 bis 5 bestenfalls 5 Punkte als Höchstwert und noch einen Punkt als niedrigsten Wert vergeben. Damit hätte ein Titel in der Endsumme im ungünstigsten Fall mindestens 12 und im besten Fall bis zu 60 Punkten erreichen können.
Die folgende Übersicht zeigt die genaue Reihenfolge der Juroren während der Punktevergabe:
 Juror 1: Helga Boddin
Juror 2: Franz Frankenberg
Juror 3: Hans Hirschmann
Juror 4: Hans Rosenthal
Juror 5: Chris Striegler
Juror 6: Emil Zalud
Juror 7: Grethe Scherpe
Juror 8: Karin Martini
Juror 9: Monika Winkler
Juror 10: Robert Scheiterbauer
Juror 11: Eddie Rebmann
Juror 12: Michael Groß

## Trivia
Obwohl fast alle teilnehmenden Interpreten zur Zeit des Wettbewerbs aktuell erfolgreich waren, gelang kaum einem mit seinem Beitrag ein kommerzieller Erfolg.
Einzig hervorzuheben sind diesbezüglich Séverine, Anne-Karin, Graham Bonney, Lena Valaitis und Costa Cordalis. Der Song der blonden Französin Séverine Jetzt geht die Party richtig los wurde am 20. Oktober 1973 in der 51. ZDF-Hitparade noch einmal neu vorgestellt. Er wurde in der Folgezeit zum Stimmungshit, den man bis heute untrennbar mit ihrem Namen verbindet. Darüber hinaus ist er ein echter Klassiker des Genres geworden und geblieben. Ebenfalls am 20. Oktober 1973 fand sich Graham Bonney mit Rosemary und Companie unter den Neuvorstellungen der 51. ZDF-Hitparade wieder, um am 17. November 1973 auf dem vierten Platz der 52. Ausgabe einen weiteren Auftritt zu absolvieren. In dieser 52. ZDF-Hitparade stellte auch Anne-Karin ihren Song Dreh dich weiter Ballerina noch einmal vor, der sich in der Folgezeit außerdem zu einem respektablen Radiohit entwickelte. Auch Lena Valaitis war am Abend des 17. November 1973 unter den Neuvorstellungen der 52. Ausgabe vertreten. Mit ihrem Titel Dich zu lieben, kannst du mir nicht verbieten hatte sie es zwar nicht bis in die Endrunde des Schlagerwettbewerbs geschafft, war dafür aber beim damaligen deutschen Schlagerpublikum umso erfolgreicher. Einzig Costa Cordalis konnte mit Carolina komm in der Folgezeit nach dem Deutschen Schlagerwettbewerb 1973 einen echten Hit erzielen. Nach seiner Neuvorstellung am 17. November 1973 in der 52. ZDF-Hitparade kam der Titel in den beiden nachfolgenden Monatsausgaben 53 und 54 vom 15. Dezember 1973 bzw. 26. Januar 1974 jeweils auf den ersten Platz. Damit war Carolina komm in diesem Zeitraum der absolute Spitzenreiter des deutschen Schlagers in Folge.
Allen übrigen Beiträgen des Deutschen Schlagerwettbewerbs 1973, inklusive des eher chansonhaften und musikalisch wie textlich gesehen etwas anspruchsvolleren Siegertitels, blieb ein nennenswerter größerer Hit- und Publikumserfolg weitestgehend verwehrt.